# Friedemann Merkel
Friedemann Merkel (* 28. Januar 1929 in Freiburg im Breisgau; † 11. Mai 2004) war ein deutscher evangelischer Theologe. In Korea ist Professor Cho Nam-Shin sein Schüler.

## Leben
Ab 1954 war er wissenschaftlicher Assistent und Lehrbeauftragter an der Universität Heidelberg. Nach der Promotion zum Dr. theol. in Heidelberg am 10. Mai 1958 wurde er 1960 Pfarrer und Dozent am Predigerseminar Bad Kreuznach. An die Kirchliche Hochschule Berlin wurde er 1965 berufen. An die Universität Münster wurde er 1970 berufen.

## Werke (Auswahl)
- Geschichte des evangelischen Bekenntnisses in Baden von der Reformation bis zur Union (= Veröffentlichungen des Vereins für Kirchengeschichte in der Evangelischen Landeskirche Badens. Band 20). Verlag Evangelische Presseverband, Karlsruhe 1960, OCLC 720095623 (zugleich Dissertation, Heidelberg 1958).
- Im Angesicht der Gemeinde. Celebratio versus populum. Zu einem Problem des heutigen evangelischen Gottesdienstes (= Theologische Existenz heute. Neue Folge. Band 166). Evangelische Verlagsanstalt, Leipzig 2000, ISBN 3-459-00600-5.
- Gepredigte Weisheit. Predigten zu weisheitlichen Texten des Alten und Neuen Testamentes. Luther-Verlag, Bielefeld 1990, ISBN 3-7858-0324-9.
- Sagen – hören – loben. Studien zu Gottesdienst und Predigt. Vandenhoeck und Ruprecht, Göttingen 1992, ISBN 3-525-60381-9.

| Personendaten    | Personendaten                    |
| ---------------- | -------------------------------- |
| NAME             | Merkel, Friedemann               |
| KURZBESCHREIBUNG | deutscher evangelischer Theologe |
| GEBURTSDATUM     | 28. Januar 1929                  |
| GEBURTSORT       | Freiburg im Breisgau             |
| STERBEDATUM      | 11. Mai 2004                     |